# هنری هایلند گارنت
هنری هایلند گارنت (23دسامبر1815-13فوریه1882) یک وزیر، معلم و سخنور آفریقایی-آمریکایی بود.او که در کودکی با خانواده اش از بردگی در مریلند فرار کرد، در شهر نیویورک بزرگ شد.او در مدرسه آزاد آفریقایی و سایر موسسات تحصیل کرد و از طرفداران الغای ستیزه جویان شد.او وزیر شد و انگیزه خود را برای لغو ممنوعیت در دین قرار داد.
گارنت یکی از اعضای برجسته جنبش بود که فراتر از اقناع اخلاقی به سمت اقدامات سیاسی بیشتر هدایت شد. او که به دلیل مهارت های خود به عنوان یک سخنران عمومی مشهور است، از سیاه پوستان آمریکایی خواست تا دست به کار شوند و سرنوشت خود را ادعا کنند. گارنت توسط یک کلیسای اسکاتلندی به عنوان مبلغین استخدام شد. آنها در سال 1852 به جامائیکا نقل مکان کردند. با این حال، مدت زیادی نگذشته بود که خانواده دچار تب زرد شدند. استلا درگذشت و در آنجا به خاک سپرده شد. گارنت و خانواده اش، اگرچه بیمار بودند، سوار کشتی عازم آمریکا شدند. پس از جنگ، این زوج در واشینگتن دی سی کار کردند.
در روز یکشنبه، 12فوریه1865، او خطبه ای در مجلس نمایندگان ایالات متحده ایراد کرد، "اولین مرد رنگین پوستی که در هر مناسبتی در پایتخت ملی ما سخنرانی کرده است"، به مناسبت تصویب کنگره در 31ژانویه متمم سیزدهم، پایان دادن به برده داری.

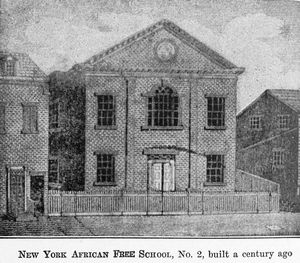
لیتوگرافی مدرسه آزاد آفریقایی که گارنت در آن شرکت کرد.

## میراث و افتخارات
- در سال 1952، پرتره گارنت در میان آنهایی که در لایحه حقوق مدنی، 1866 ، نقاشی دیواری در تالار کاپیتولز، راهروهای کاکس ساختمان کنگره در واشینگتن دی سی، گنجانده شد. این توسط آلین کاکس نقاشی شده است.
- PS 175 یا مدرسه موفقیت هنری هایلند گارنت در هارلم، و همچنین مدرسه ابتدایی هنری هایلند گارنت در چسترتاون، مریلند ، برای او نامگذاری شده است.
- در سال 2002، محقق مولفی کیته آسانته ، هنری هایلند گارنت را در فهرست 100 بزرگترین آمریکایی آفریقایی تبار خود قرار داد. [۲]
- مدرسه گارنت که در 10th and U, NW, در واشینگتن دی سی ساخته شد، به افتخار او در سال 1880 نامگذاری شد. این مدرسه با مدرسه پترسون در ساختمان جدیدی که در سال 1929 ساخته شد ادغام شد و به مدرسه راهنمایی شاو در گارنت-پترسون تغییر نام داد. در سال 2013 بسته شد.
- دبیرستان گارنت ، چارلستون، ویرجینیای غربی ، از سال 1900 تا 1956 به نام او نامگذاری شد، زمانی که با حذف تبعیض نژادی بسته شد. این ساختمان تا سال 1969 که مدرسه جان آدامز جدید ساخته شد به عنوان دبیرستان جان آدامز خدمت می کرد. نام گارنت به عنوان مرکز آموزش بزرگسالان گارنت بازسازی شد و اکنون مرکز شغلی گارنت است. [۳]
- گارنت در یک نشانگر تاریخی نیوهمپشایر (شماره 246) به مناسبت یادبود آکادمی "خیر بله" در کنعان گنجانده شده است.